# Гордон, Дмитрий Ильич

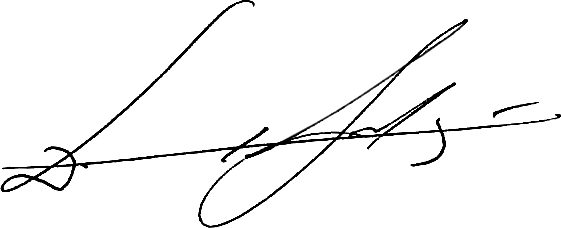
Автограф Дмитрия Гордона

Дми́трий Ильи́ч Гордо́н (укр. Дмитро Ілліч Гордон; род. 21 октября 1967, Киев, Украинская ССР, СССР) — советский и украинский журналист, медиаменеджер, общественный деятель. С 1996 года — ведущий программы «В гостях у Дмитрия Гордона»; в 1995—2019 годах — главный редактор газеты «Бульвар Гордона». Основатель интернет-издания «ГОРДОН». Обладатель двух «Золотых кнопок YouTube» за превышающее миллион количество подписчиков на его YouTube-каналах «Дмитрий Гордон» и «В гостях у Гордона». Депутат Киевского городского совета (2014—2016).
За свою журналистскую карьеру Гордон записал более 1400 интервью с известными политиками, артистами, поэтами, писателями, художниками, режиссёрами, общественными деятелями, спортсменами и так далее.
В России внесён в список «экстремистов» и объявлен в федеральный розыск по уголовному делу.

## Биография
Дмитрий Гордон родился 21 октября 1967 года в Киеве в еврейской семье. Отец Илья Яковлевич Гордон (род. 7 декабря 1936 года) — инженер-строитель, мать Мина Давидовна Гордон (10 апреля 1939 года — 31 мая 2018 года) — инженер-экономист. Троюродный дед Яков Ефимович Гордон (9 марта 1912 — май 1978) — советский астроном. Дмитрий — единственный ребёнок в семье.
Учился в киевских школах № 205 и № 194. По словам Гордона, в третьем классе вёл уроки по просьбе учительницы и ставил своим одноклассникам оценки в журнал. В пятом классе написал письма 100 артистам с просьбой прислать ему их фотографии с дарственной надписью. Из 100 адресатов ему ответили двое: певцы Леонид Утёсов и Иосиф Кобзон.
Школу окончил в 15 лет, поскольку в шестом классе не учился: программу сдал экстерном.
В 1983 году поступил в Киевский инженерно-строительный институт, факультет ПГС («Промышленное и гражданское строительство»). Все пять лет учёбы, по воспоминаниям самого Гордона, были сплошной мукой, поскольку занимался он не своим делом.
По окончании третьего курса был призван в ряды Советской армии и отслужил два года: сначала в учебной части в посёлке Медведь Новгородской области, из которой вышел младшим сержантом, а затем под Ленинградом, в окрестностях города Луга, в ракетных войсках оперативно-тактического назначения.
Из армии пришёл кандидатом в члены КПСС, но, разочаровавшись в партии, вступать в неё отказался.

## Карьера

### Журналистика
На втором курсе института начал писать статьи в ведущие киевские газеты. Первое интервью взял в 1984 году у своего кумира — полузащитника киевского «Динамо» и сборной СССР Леонида Буряка; оно было опубликовано в ворошиловградском издании «Молодогвардієць». Первой публикацией в киевской прессе стало интервью в газете «Комсомольское знамя» с советским и украинским форвардом Игорем Белановым.
За время учёбы в вузе публиковался в таких украинских газетах, как «Вечерний Киев», «Комсомольское знамя», «Молодь України», «Спортивна газета», «Радянська Україна», «Правда Украины», «Рабочая газета», «Прапор комунізму», «Молода гвардія». Также сотрудничал с «Комсомольской правдой», тираж которой превышал тогда 22 млн экземпляров.
По окончании института получил распределение в редакцию газеты «Вечерний Киев». Гордон отмечал, что это было беспрецедентное решение декана, поскольку в советское время всегда распределяли по специальности.
В «Вечернем Киеве» Гордон работал до 1992 года, затем перешёл в «Киевские ведомости», а после этого — во «Всеукраинские ведомости».
С июня 1995 года начал издавать собственную газету — еженедельник «Бульвар» (с 2005 года — «Бульвар Гордона»), распространяющийся на территории Украины и некоторое время в США. В «Бульваре Гордона» рекламировались услуги гадалок и ясновидящих из круга друзей Гордона, а также "золотые пирамидки «Ю-Шинсе». Гордон отмечал, что в газете выходила разная реклама, потому что изданию, чтобы существовать, нужно было зарабатывать деньги. При этом пирамиду «Ю-Шинсе» он называл официально запатентованным медицинским прибором и гениальным изобретением, с помощью которого исцелился его друг.
В 2019 году Гордон покинул пост главного редактора газеты и передал её издательству ООО «Мега-пресс групп».
С 1996 года на «Первом национальном» начали выходить телеинтервью «В гостях у Дмитрия Гордона». Первым гостем стал известный украинский поэт-песенник Юрий Рыбчинский. Программа была закрыта в 2008-м из-за русскоязычного формата, не вписывавшего в лицензию телеканала, где контент на не украинском языке мог занимать 3 % эфира. Программа вернулась в 2010 году после президентских выборов. В 2015 году была закрыта по решению руководства из-за стилистических разногласий. Также программа выходила на телеканалах Tonis, ТРК «Киев» и «Центральный канал».
В конце ноября 2013 года дал старт интернет-изданию «ГОРДОН». Проект был запущен досрочно в связи со сворачиванием процесса евроинтеграции Украины и начавшимися массовыми протестами на Европейской площади в Киеве, которые получили название «Евромайдан».
В феврале 2017 года на телеканале «112 Украина» стартовал авторский проект журналиста «ГОРДОН». Прямые эфиры чередовались с выпусками из «Золотой коллекции» программы «В гостях у Дмитрия Гордона». В марте 2019 года Гордон заявил, что прекращает сотрудничество со «112 Украина» из-за влияния на телеканал Виктора Медведчука — кума президента России Владимира Путина и идеолога «русского мира» на Украине и что будет развивать авторские YouTube-проекты. В дальнейшем в качестве приглашённого комментатора появлялся на телеканалах «1+1», «Киев», «НАШ», «ZIK» (до его покупки и вхождения в холдинг «Новости») и «Украина 24».
По итогам 2021 года Гордон возглавил рейтинг самых популярных блогеров в Украине. Согласно результатам исследования, которое провела международная неправительственная организация Internews при поддержке Агентства США по международному развитию (USAID), 18 % респондентов ответили, что читают или смотрят соцсети Гордона. Второе место занял российский журналист Юрий Дудь (11 %), третье — украинский телеведущий и волонтёр Сергей Притула (10 %).
По итогам 2022 года Гордон опять попал в топ-3 этого рейтинга. 16 % опрошенных украинцев ответили, что в 2022 году в соцсетях читали и смотрели Притулу, второе и третье места разделили Гордон и бывший советник Офиса президента Украины, блогер Алексей Арестович, за ними в соцсетях следили по 10 % респондентов. В 2023-м и 2024 годах Гордон снова был в рейтинге блогеров, которых украинцы чаще всего читают и смотрят в соцсетях. 
Кроме того, в 2023 году украинцы в освобожденных от российских войск и прифронтовых регионах назвали Гордона среди публичных лиц, которым доверяют больше всего. Его фамилию назвали 7 % опрошенных Киевским международным институтом социологии (исследование проводилось при поддержке USAID).

### Политика
В мае 2014 года Гордон как самовыдвиженец баллотировался по 38-му избирательному округу в депутаты Киевского городского совета и победил на выборах. В октябре 2015 года был переизбран в том же округе.
7 июля 2016 года во время рассмотрения вопроса о переименовании Московского проспекта в Киеве в проспект Степана Бандеры был единственным депутатом Киевского городского совета, который проголосовал против, объяснив своё решение так: «Я допускаю, что большинству киевлян всё равно, как будет называться Московский проспект. Но мне не всё равно. В Бабьем Яру с особым цинизмом расстреливали людей и издевались над ними именно представители Бандеры и Шухевича. Сами немцы — это есть и в военных мемуарах, и в их допросах — были удивлены, с какой ненавистью националисты убивали безоружных несчастных людей. Кровавые преступления этих деятелей задокументированы. …мы переходим из одной истерии в другую: если раньше улицы называли в честь коммунистических тиранов, убийц и идолов, то теперь — в честь нацистов и их прихвостней».
В 2023 году Гордон сказал, что сейчас бы проголосовал не так. Он объяснил, что изменил своё мнение после интервью с авторитетным украинско-американским историком Сергеем Плохием, который является одним из лучших «бандероведов». В интервью Плохий сказал Гордону: «У профессиональных историков не бывает героев. Бандера — это прежде всего символ борьбы за независимость». Эта фраза, по словам Гордона, перевернула его восприятие личности Бандеры и сейчас он отдал бы свой голос за переименование.
10 ноября 2016 года Гордон добровольно сложил полномочия депутата Киевского городского совета. Гордон сказал, что возмущён «деструктивным, разрушительным поведением» некоторых депутатов и фракций в горсовете, что многие депутаты отстаивают не интересы киевлян, а собственные интересы и пытаются «любой ценой набить себе карманы», поэтому он не хочет принимать в этом участие.

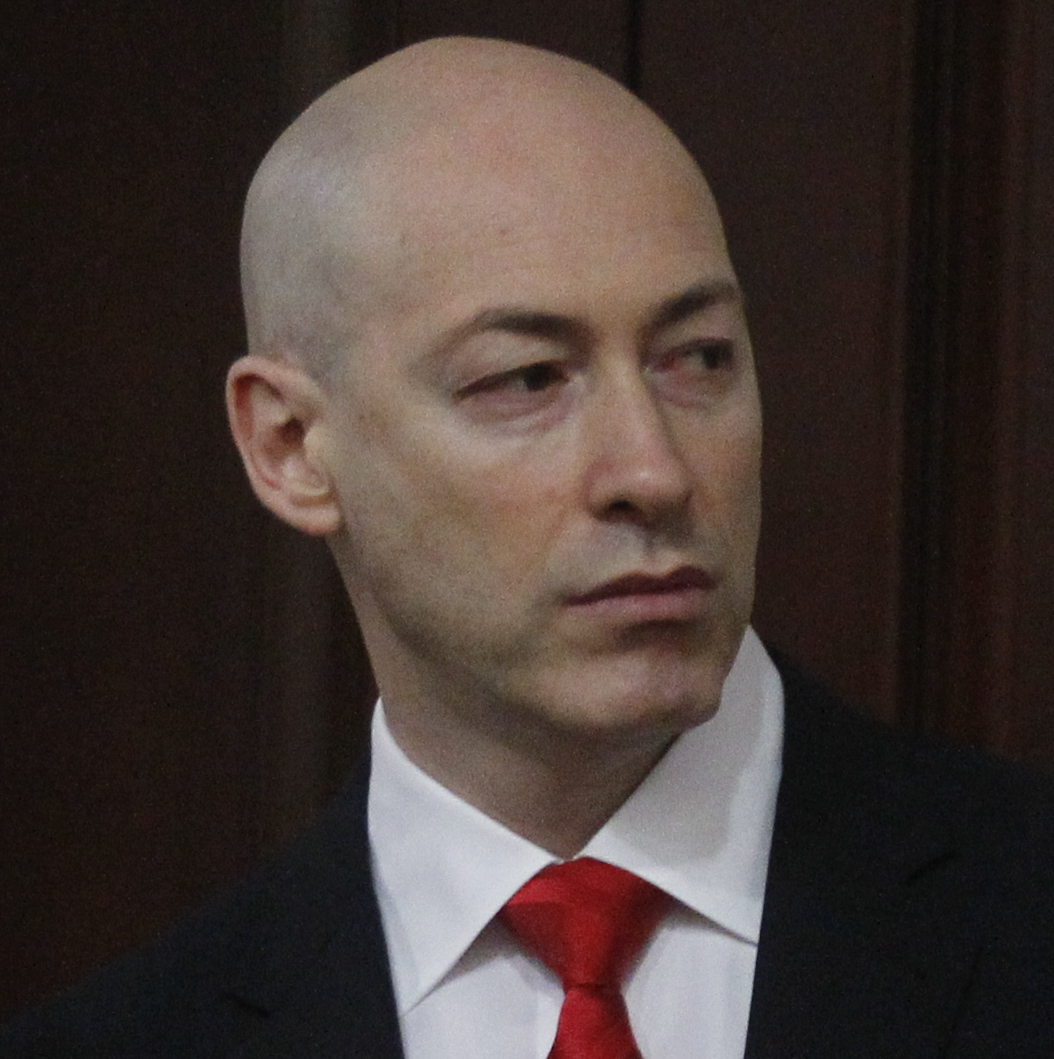
Дмитрий Гордон в 2015 году

В 2014 году баллотировался в Верховную Раду в одномандатном избирательном округе № 220 в Киеве как самовыдвиженец. С 25,29 % голосов занял второе место. Победил на выборах кандидат от «Народного фронта» Вячеслав Константиновский, получивший 32,98 % голосов. Константиновский построил свою избирательную кампанию на лозунге «Продал Rolls-Royce — ушёл на фронт», поскольку, по его словам, избиратели больше ничего, кроме этой истории, о нём не знали. Гордон говорил, что в округе использовали грязные технологии, в частности, распространяли листовки, на которых в фотошопе его сделали несколько похожим на Константиновского, написали, что они сводные братья и что Гордон снимает свою кандидатуру в пользу «любимого брата».
12 января 2019 года журналист выложил на своём YouTube-канале ролик под названием «Гордон назвал фамилию лучшего кандидата в президенты Украины», в котором призвал бывшего начальника Главного управления военной разведки Минобороны Украины, экс-главу СБУ Игоря Смешко зарегистрироваться кандидатом в президенты Украины на выборах 2019 года. Этот ролик набрал почти 2,2 млн просмотров. Смешко подал документы в Центральную избирательную комиссию, он был зарегистрирован как самовыдвиженец. Во время избирательной кампании Гордон агитировал голосовать за Смешко, однако уточнял, что делает это не как журналист, а как гражданин. Смешко на выборах занял шестое место, за него отдали голоса 6,04 % избирателей (более 1,1 млн человек). Президентская кампания Смешко обошлась всего в 1,8 млн грн (примерно $65 тыс.). Гордон назвал эту избирательную кампанию самой дешёвой в Украине. Комитет избирателей Украины подсчитал, сколько денег на одного избирателя потратили тогда кандидаты в президенты. Оказалось, что «самым дешёвым» был голос избирателя Смешко, который обошёлся в 4 грн (для сравнения: больше всего за один голос избирателя потратил самовыдвиженец Роман Насиров — 997 грн).
В ходе президентских выборов 2019 года выступал против Петра Порошенко, поддерживая в первом туре Игоря Смешко, во втором — Владимира Зеленского.
Во время досрочных парламентских выборов в 2019 году Гордон руководил штабом партии Смешко «Сила и честь». Партия не преодолела необходимый пятипроцентный барьер — она набрала 3,82 % голосов.
В конце 2021 года Гордон заявил, что Зеленский для него «умер», что больше с этим политиком он не связывает трансформацию Украины, потому что за два с половиной года в стране так и не была проведена ни одна заметная реформа, не началась борьба с коррупцией, граждане наблюдают «только ещё большую концентрацию власти вокруг Офиса президента» и давление на свободу слова. После этого заявления Зеленский сказал журналистам, что Гордон «аж из штанов выбрасывается», так не хочет, чтобы он шёл на второй президентский срок. Гордон ответил, что Зеленский сам обещал быть главой государства только один срок и должен держать слово, а также обвинил Офис президента в информационной кампании против себя.
После начала полномасштабного вторжения России Гордон прекратил критику Зеленского и призвал объединиться вокруг него, чтобы победить страну-агрессора. «Он не сбежал в первый день [войны], он остался на своем посту и выполняет свои конституционные обязанности с честью. Он все делает для победы. Какую колоссальную международную работу он развернул для этого! Я не знаю никого, кто на месте Зеленского смог бы так организовать работу на Западе по помощи Украине», — сказал Гордон.
В октябре 2021 года Гордона не пустили в Грузию, где он, среди прочего, хотел встретиться в тюрьме с арестованным экс-президентом страны Михаилом Саакашвили. По словам Гордона, после часа ожидания на паспортном контроле в аэропорту Тбилиси ему сказали, что въезд в Грузию ему запрещен, при этом не указали причины. Гордон связал произошедшее с поддержкой Саакашвили и назвал события в аэропорту «международным скандалом и позором для грузинских властей». После этого инцидента международная организация «Репортеры без границ» призвала грузинские власти уважать право журналистов выполнять свои обязанности и объяснить, почему Гордона не пустили в страну.
Один из лидеров правящей в Грузии партии «Грузинская мечта», первый вице-спикер парламента Гия Вольский заявил, что, по его мнению, Гордон приехал в Грузию не только для журналистской деятельности, но и для «эскалации ситуации, создания напряжения и скандала», но официально грузинские власти так и не прокомментировали, почему журналисту было отказано во въезде в страну.
Как показал проведённый в декабре 2021 года украинской социологической компанией «Центр Разумкова» опрос, среди лидеров мнений в Украине у Гордона самый высокий уровень поддержки. Согласно результатам исследования, Гордон победил бы на президентских выборах, если бы в них не принимали участия действующие политики.
2 сентября 2022 года Минюст РФ внёс Гордона в реестр физических лиц — «иностранных агентов». Комментируя решение российского Минюста, Гордон заявил, что «в Москве совсем ополоумели». «Они больные на голову? Я не могу быть „иноагентом“, я же не гражданин Российской Федерации», — сказал журналист.

## Бизнес
По словам Гордона, первые большие деньги он заработал в конце 1980-х: он устраивал концерты звёзд шоу-бизнеса. В интервью бизнесмену Евгению Черняку он рассказал, как работала схема: например, концерт проводили в киевском Дворце спорта, который вмещал 10 тыс. человек. Билеты стоили 1—10 рублей, до 20 % прибыли, согласно закону о кооперации, надо было отдать государству, остальную сумму распределяли между артистом, администрацией, кассирами, а также за её счёт покрывали затраты на рекламу и аренду. Гордон утверждает, что в 1989—1991 годах у него в квартире «стояли мешки с деньгами». Позже заработанные таким способом деньги он вложил в недвижимость — квартиры и торговую недвижимость, которые он продаёт или сдаёт в аренду.
В последней публичной декларации, которую Гордон подал в 2017 году как депутат Киевского горсовета, он указал, что ему принадлежит 14 квартир, а также торговая и офисная недвижимость в Киеве.
В 2020 году Гордон запустил интернет-магазин Gordon Shop, где можно приобрести различные вещи (футболки, носки, маски, чашки, сумки и т. д.) с его изображением. В 2020 году Гордон выпустил конфеты с собой на обложке, они получили название «Гордон в шоколаде», позже — зефир и халву «Гордон», а также «Яйца Гордона в шоколаде в золотой пирамиде».
В мае 2021 года Гордон запустил собственную онлайн-академию, которая получила название «Академия Дмитрия Гордона».
В 2022 году Гордон выпустил коллекцию арт-токенов (NFT), которая получила название Super Gordon. В неё входит 3500 уникальных изображений журналиста в разных образах — в костюме Супермена, в кепке McDonald’s, со статуэткой «Оскар», с казацким оселедцем, в образе певца Morgenshtern, с головой российского пропагандиста Владимира Соловьева и другие. Часть вырученных средств он направляет на помощь украинской армии.

## «ГОРДОН»

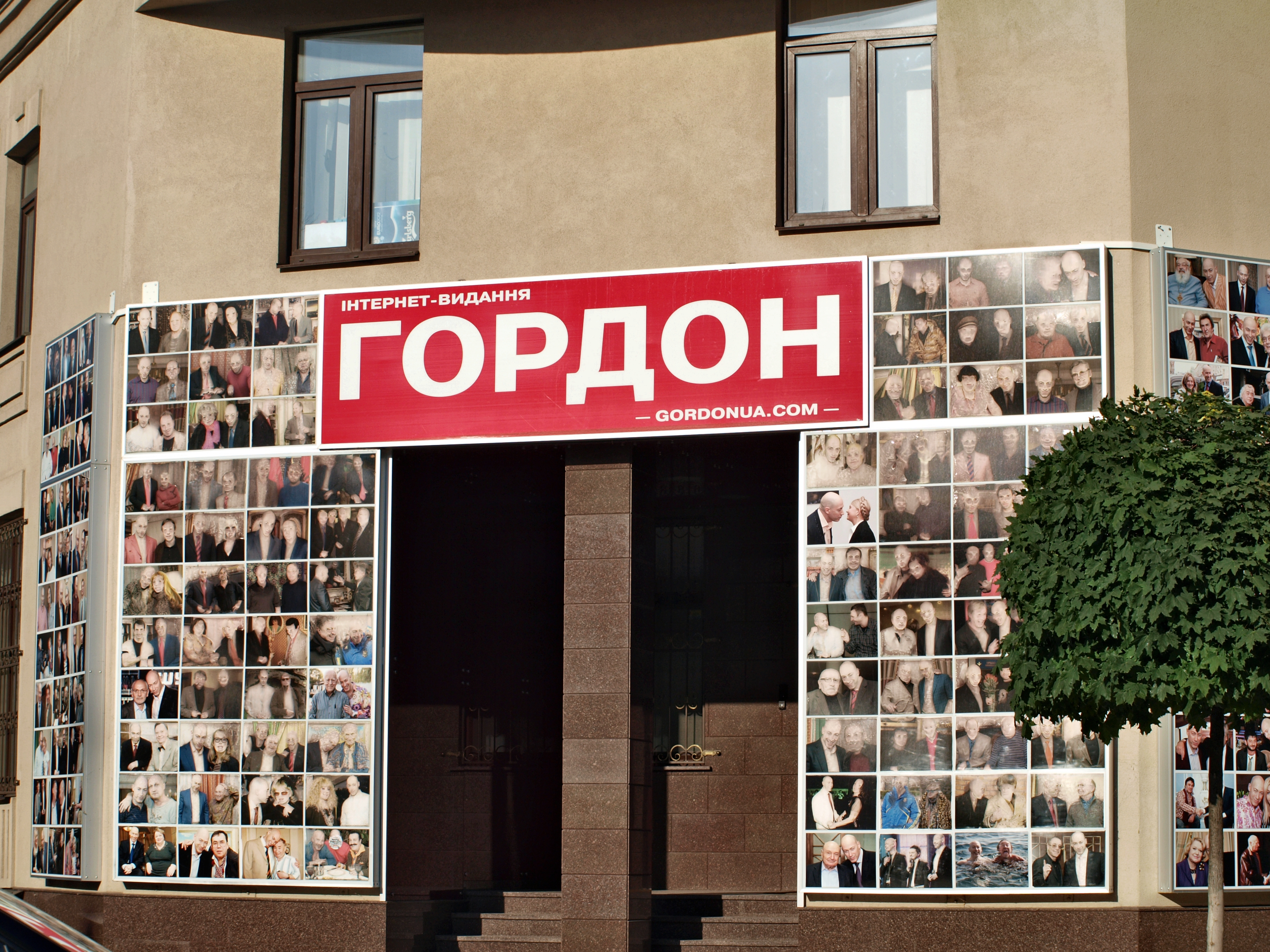
Главный офис интернет-издания «ГОРДОН»

22 ноября 2013 года, на второй день протестов на Украине, Гордон основал общественно-политическое интернет-издание «ГОРДОН», входящее в десятку самых читаемых новостных изданий Украины. Средняя суточная посещаемость сайта по состоянию на май 2020 года составляла до 1 млн читателей.
По словам главного редактора Алеси Бацман, из-за ситуации в стране сайт запустился ранее запланированного срока с одним разделом — «Евромайдан». В течение 2014 года были открыты все остальные рубрики.
В интервью телеканалу «112 Украина» Гордон рассказал, что является основателем и главным инвестором проекта.
Сайт выходит на русском и украинском языках, с 2014 года открыта версия на английском языке.

## YouTube-проекты
У Гордона два YouTube-канала. Первый канал — «Дмитрий Гордон» — журналист создал 19 июня 2011 года. Второй — «В гостях у Гордона» — 20 июня 2012 года.
На своём первом канале Гордон публикует интервью, которые он даёт другим журналистам, видеообращения на актуальные темы, выпуски программы «ГОРДОН», а также проводит прямые трансляции, во время которых общается с подписчиками в режиме онлайн. На втором канале Гордон выкладывает интервью с выдающимися современниками — актёрами, режиссёрами, писателями, спортсменами, политиками, учёными, — записанными в рамках проекта «В гостях у Дмитрия Гордона».
По состоянию на май 2024 года на канале «Дмитрий Гордон» 2,94 млн подписчиков, на канале «В гостях у Гордона» — 4,01 млн подписчиков. В 2020 году каналы получили от YouTube по «Золотой кнопке» — это награда, присуждаемая платформой тем авторам, чьё число подписчиков превысило 1 млн.
В феврале 2020 года журналист показал статистику своих YouTube-каналов и рассказал, сколько зарабатывает в месяц на самых популярных видео. По словам Гордона, одно лишь интервью с бизнесменом Игорем Коломойским на тот момент принесло ему $ 13 тыс.
По итогам 2020 года интервью Гордона с бывшим руководителем Офиса президента Андреем Богданом попало в десятку самых популярных видео на Украине, став единственным политическим видео в топ-10. Видео «Богдан. Крах Зеленского, Ермак, кидок Путина, посадка Порошенко, Коломойский. В гостях у Гордона» заняло четвёртое место в рейтинге, — по состоянию на март 2024 года его просмотрели 7,1 млн раз. Кроме того, интервью Гордона с президентом Беларуси Александром Лукашенко в 2020 году попало в самые просматриваемые видео в белорусском сегменте YouTube: видео «Лукашенко. Ссоры с Путиным, Тихановская, „Вагнер“, Зеленский, Порошенко, Крым. В гостях у Гордона» в Беларуси заняло восьмое место в топ-10.
В 2021 году интервью Гордона опять попало в топ-10 самых популярных в Украине видео, опубликованных в YouTube. Программа с российским рэпером Morgenshtern заняла в рейтинге седьмое место, по состоянию на март 2024 года видео набрало 9,6 млн просмотров.
За свою карьеру Гордон сделал более 1400 интервью, в том числе с 14 бывшими и действующими главами государств: экс-президентами Украины Леонидом Кравчуком и Виктором Ющенко, а также с действующим президентом Владимиром Зеленским, премьер-министром Великобритании Борисом Джонсоном, президентами Польши Александром Квасьневским и Брониславом Коморовским, экс-президентом Латвии Эгилсом Левитсом, экс-президентом Эстонии Керсти Кальюлайд, президентом Молдовы Майей Санду, экс-президентами Грузии Эдуардом Шеварднадзе и Михаилом Саакашвили, бывшим главой Беларуси Станиславом Шушкевичем и действующим президентом Александром Лукашенко, экс-президентом СССР Михаилом Горбачёвым.
В 2019 году, ещё до президентских выборов на Украине, Гордон записал интервью с основателем студии «Квартал 95», актёром Владимиром Зеленским. В этом интервью Зеленский фактически впервые признал, что будет баллотироваться в президенты. Критики называли это интервью программным — в нём Зеленский озвучил свои шаги на посту президента.
В январе 2022 года Гордон запустил собственное ток-шоу в YouTube, которое получило название «ГОРДОН». Его ведущими стали Гордон и его супруга, журналистка Алеся Бацман. Журналист заявил, что это первое в мире политическое ток-шоу в YouTube. Программа выходила раз в неделю, в студии её гости обсуждали актуальные политические и социальные темы. Премьера ток-шоу состоялась 27 января, первый выпуск менее чем за сутки набрал больше 1 млн просмотров и вошёл в топ самых популярных видео в украинским сегменте YouTube. До полномасштабного вторжения России в Украину, которое началось 24 февраля 2022 года, вышло четыре программы, после чего она временно прекратила выпуск.
Согласно анализу портала «Слово и дело» за 2022 год, Гордон возглавляет рейтинг украинских YouTube-блогеров, освещающих войну России против Украины, с самой большой аудиторией. В рейтинге YouTube-каналы журналиста занимают первое и второе места с совокупным количеством просмотров около 2,6 млрд. Гордон — единственный украинский блогер, на канале которого количество просмотров превышает 1 млрд. У Гордона на двух каналах больше просмотров, чем у остальных девяти блогеров из рейтинга вместе взятых.
По итогам 2023 года в аналогичном рейтинге YouTube-каналы Гордона заняли второе и третье места. Первое было у журналиста Дмитрия Комарова, который снял несколько документальных проектов о войне, записал интервью с президентом Украины и главкомом ВСУ. По итогам 2024 года Гордон опять возглавил рейтинг самых популярных украинских YouTube-блогеров, рассказывающих о войне: его YouTube-каналы заняли первое и третье места.

## Спутниковый проект «Свобода»
В марте 2024 года международная неправительственная организация «Репортёры без границ» запустила проект «Свобода», в рамках которого в России, странах Балтии и на оккупированных территориях Украины транслируют девять русскоязычных теле- и радиоканалов, в частности канал Gordon live. На нём в режиме 24/7 показывают интервью Гордона и Бацман, а также контент с их YouTube-каналов. Презентация проекта состоялась в Европарламенте при участии и поддержке вице-президента Еврокомиссии Веры Йоуровой. В общей сложности этот проект уже доступен для 61 млн домохозяйств, в том числе для 4,5 млн домохозяйств в РФ и примерно 800 тыс. — на оккупированных территориях Украины. Его главная цель — предоставление людям качественной информации, а также борьба с российской пропагандой, сказали в интервью Бацман тогдашний генеральный секретарь «Репортёров без границ» Кристоф Делуар и руководитель проекта «Свобода» Джим Филлипофф. «Мы хотим перевернуть логику пропаганды. Мы не хотим противопоставить пропаганду пропаганде. Это было бы не очень хорошее средство. Мы хотим иметь независимую журналистику. Чтобы она транслировалась на аудиторию, которая живёт в пропагандистских режимах», — объяснил Делуар.

## Волонтёрская деятельность
После полномасштабного вторжения России в Украину Гордон инициировал сбор средств на разведывательные беспилотники DJI Mavic 3 для поддержки сил обороны Украины.
Для покупки беспилотников он использует личные средства, часть доходов от продажи юмористического мерча в магазине Gordon Shop и донаты, которые собирает с помощью своих зрителей и подписчиков в соцсетях. Первоначально Гордон заявил о цели закупить 100 беспилотников. К зиме 2023 года 100 беспилотников были переданы военным. После этого Гордон продолжил проект, по состоянию на октябрь 2024 года он передал силам обороны Украины 200 БПЛА.
По словам Бацман, на закупку 200 дронов было выделено около $ 450 тыс.. Журналист рассказывал, что передачу дронов координирует с руководством армии. В своё время именно в Генштабе ВСУ журналисту посоветовали закупать разведывательные дроны Mavic, поскольку в них большая потребность на фронте.

## Взгляды
Гордон негативно относится к СССР и заявляет, что обрадовался его распаду. Он считает, что те 70 лет, когда существовало советское государство, были годами «мрачными и безысходными». «Советский фасад был неплох, но это был железный занавес и жёсткая система, каравшая за неповиновение», — сказал журналист.
Гордон поддерживал две революции на Украине — Оранжевую революцию (2004—2005) и Евромайдан (2013—2014). 24 ноября 2004 года, после того, как Центральная избирательная комиссия Украины объявила тогдашнего премьер-министра Виктора Януковича победителем президентских выборов, Гордон приехал на «5 канал» и в прямом эфире призвал украинцев выходить на Майдан в поддержку оппозиционного кандидата Виктора Ющенко. Гордон участвовал в протестах на Украине в 2013—2014 годах и выступал против переговоров тогдашнего президента Виктора Януковича с оппозицией. «Сегодня оппозиция подписала с Януковичем соглашение о досрочных выборах в конце года, а я недоумеваю: и что, всё это время президентом моей страны будет оставаться человек, утопивший Киев в крови? „На хрена мне такой президент? — говорю я себе, — и такая оппозиция? А не пошли бы они все на х…?“» — заявил он 21 февраля 2014 года, ещё до отстранения Януковича от власти. Журналист также призывал привезти Януковича в клетке на Майдан.
Лучшим президентом в истории Украины считает Леонида Кучму. По мнению Гордона, при нём Украина «прожила лучшие 10 лет из 30 лет независимости». Петра Порошенко же журналист называл «очень двуличным, мерзким человеком».
Последовательно осуждает политику президента РФ Владимира Путина в отношении Украины — захват Крыма, вооружённый конфликт на Донбассе и полномасштабное вторжение в 2022 году. В 2019 году в прямом эфире телеканала «Россия 1» назвал Путина «преступником», после чего, по словам Гордона, российские федеральные каналы перестали приглашать его на включения. Это заявление не соответствует действительности, так как после упомянутого эфира (4 февраля 2019 года) ему ещё неоднократно давали выступить там, причём отрывки со своими комментариями Гордон сам выкладывал на собственном YouTube-канале.
Считает своим родным языком русский, в быту в основном общается на русском языке, но в совершенстве владеет украинским. По мнению Гордона, государственным языком на Украине должен быть только украинский.
Гордон считает, что Украине нужно стремиться стать членом НАТО. По мнению журналиста, членство в этой организации спасло бы Украину от нападения России. В то же время он заявляет, что ни ЕС, ни НАТО не примут Украину, пока она не разрешит территориальный конфликт с Россией.
В феврале 2021 года поддержал закрытие пророссийских телеканалов «112 Украина», «NewsOne» и «ZIK».
Активный сторонник вакцинации от коронавируса и противник антивакцинаторства.

### Вторжение России на Украину
С первых дней войны Гордон в соцсетях и YouTube критикует действия России и её руководства и рассказывает о преступлениях, которые российские военнослужащие совершают в Украине. Он первым предупредил, что россияне незаконно обустроили фильтрационные лагеря для украинцев, которые покидают оккупированные территории, по типу фильтрационных лагерей НКВД СССР, и применяют там пытки. Это видео набрало 1,6 млн просмотров на канале «В гостях у Гордона». «Кто был ничем, тот станет всем. Из нищеты, из говна попали в цивилизацию. Командиры не мешают, наоборот, поощряют: «Делайте, что хотите. Это ваши трофеи. Ну и все, все звериное просыпается», — сказал он о преступлениях российских военнослужащих в Украине.
Через 15 минут после начала широкомасштабного вторжения российских войск в Украину Гордон выложил в YouTube ролик с призывом к украинцам защищать свою землю (только на канале «В гостях у Гордона» он набрал 1,6 млн просмотров), а через несколько часов — обращение к россиянам: лидеров мнений он призвал публично выступать против войны, а матерей российских солдат — не отправлять сыновей убивать украинцев. За 11 дней до вторжения, 13 февраля, Гордон из центра Киева записал обращение к Путину и россиянам, набравшее более 3,1 млн просмотров. Гордон, обращаясь к Путину, сказал, что украинцы будут защищать свою страну, свои дома и никуда не уйдут, а россиян он призвал не разрешать использовать их детей в войне «как мясо».
Гордон неоднократно публично обращался к россиянам с призывом убираться из Украины, называл Путина «фашистом» и «сошедшим с ума параноиком». Он отмечал, что Путин, начав войну против Украины, совершил фатальную ошибку, потому что думал, что «украинцы поднимут белый флаг и встретят захватчиков хлебом-солью», но в итоге потерпел поражение; желал ему дожить до трибунала и «гореть в аду». При этом, по мнению журналиста, перед судом должен предстать не только Путин, но и российские пропагандисты, которые разжигали ненависть к украинцам, в первую очередь Владимир Соловьев.
Россию Гордон называл «глубоко больной нацистской, фашистской страной», у которой отсутствует идеология и национальная идея. По его мнению, после поражения в войне против Украины в России может начаться гражданская война.
При этом журналист подчёркивал: его высказывания — не русофобия, а «трезвый взгляд на вещи». «Если страна состоит преимущественно из преступников и болванов, то это не русофобия, а констатация медицинского факта», — сказал он.
В октябре 2022 года Гордон заявил, что «последние восемь месяцев информационно бомбит российских подонков».
В России и Беларуси за распространение заявлений Гордона преследуют граждан, в том числе по уголовным статьям. В мае 2022 года в России арестовали жительницу Санкт-Петербурга Викторию Петрову. Девушке вменяют статью о распространении «фейков» о российской армии, ей грозило 10 лет тюрьмы. Петрову арестовали за публикацию антивоенного поста в соцсети «ВКонтакте», к которому она прикрепила несколько роликов из разных YouTube-каналов, в том числе из канала Гордона. В декабре 2023 года суд на полгода отправил Петрову на принудительное лечение в психбольницу, хотя ранее она за психиатрической помощью не обращалась и на учёте не состояла. 
В феврале 2023 года стало известно, что в Беларуси суд дал полтора года колонии жителю Житковичского района за репост во «ВКонтакте» одного из роликов Гордона. В этом ролике журналист, обращаясь к Путину и Лукашенко, сказал: «Горите в аду, черти!». Суд решил, что таким образом белорус оскорбил президентов двух стран. Кроме того, в ноябре 2022 года стало известно, что российского музыканта Андрея Макаревича внесли в список «иноагентов» в России за интервью, которое он дал Гордону.
В январе 2023 года российский бизнесмен, основатель участвующей в войне против Украины частной военной компании «Вагнер» Евгений Пригожин анонсировал скорое закрытие YouTube в России. Он заявил, что 40 % контента в YouTube политизировано и направлено против России, и раскритиковал россиян, которые на видеохостинге «слушают рассказы украинских лидеров», в качестве примера он привёл Гордона и российского юриста и блогера Марка Фейгина. Гордон отметил, что Пригожин «правильно сделал», когда назвал его украинским лидером. Он напомнил, что на двух YouTube-каналах у него 6 млн подписчиков, «а просмотров там миллиарды», его смотрят во всём русскоязычном пространстве, в том числе в России, и его слово имеет большой вес.

## Журналистский стиль
Проблема Дмитрия Гордона не в том, что он пророссийский. Он постсоветский. Звезда Гордона взошла на питательной среде российско-украинского единства середины девяностых и ранних нулевых...Гордон до сих пор сохраняет старые методы интервью, старые методы привлечения внимания (скандалы), старые знакомства и старое единство с постсоветской Украиной.
Как отмечала журналистка «Детектор медиа» Гала Скляревская, в своих интервью Дмитрий Гордон старается избегать неудобных и неприятных для собеседника вопросов, нейтрально относясь к произносимым гостями сомнительным, требующим уточнения или не подтверждённым чем-либо заявлениям.
В то же время журналистка Татьяна Даниленко (работала на «5 канале», ZIK) считает, что комплиментарность — это просто метод, с помощью которого Гордон пытается получить больше информации у своего героя. «Никто у нас так не умеет брать интервью, как Гордон, когда человек приходит и полностью, как морская звезда, показывает своё нутро. В его интервью, которые только на первый взгляд кажутся комплиментарными, на самом деле все очень сильно раскрываются и показывают себя такими, какими они есть», — сказала Даниленко.

## Интернет-мемы
Гордон является автором нескольких популярных в укрнете и рунете мемов. Один из них касается фразы «Я тебе кадык вырву, сука». Её журналист сказал в марте 2019 года во время публичного конфликта с представителями партии ВО «Свобода», которые ему угрожали. После этой фразы, по словам Гордона, многие начали у него спрашивать, как вырывать кадык, и он записал специальное видео на эту тему, которое тоже стало вирусным.
В декабре 2020 года во время интервью с российским бизнесменом Михаилом Ходорковским журналист спросил у собеседника, в каких условиях он содержался во время своего 10-летнего заключения. Бизнесмен сказал, что это был барак. «Обама?» — уточнил Гордон. Этот диалог стал причиной появления сотен мемов и фотожаб.
После заявления о кадыке и интервью с Ходорковским в Telegram появилось много стикеров с Гордоном, несколько человек сделали себе татуировки с его портретами, а участники киевского художественного объединения Introvaders создали видео с участием журналиста, которое было выставлено на продажу в виде NFT-токена.
Это анимационный ролик, на котором Гордон уничтожает хейтеров своим взглядом. В Introvaders рассказали, что Гордон — первая украинская знаменитость, которая стала героем мирового NFT-тренда.
В июле 2021 года бывший генеральный продюсер телеканала «Наш» Евгений Дудник под творческим псевдонимом Жетон дебютировал в роли певца и посвятил свою первую песню Гордону и его мему о кадыке. В клипе снялся и сам журналист.
27 февраля 2022 года в эфире российского телеканала «Дождь» Гордон сказал, что ненавидит российское государство и российскую армию, которая «сеет смерть» на Украине, а затем обратился к российским солдатам со словами: «Пиздуйте на хуй отсюда, ёбаные пидорасы!». Эта фраза тоже стала мемом, а российский рэпер Morgenshtern использовал её в своём клипе на песню «12».

## Пародии
Актёры украинской студии «Квартал 95» Евгений Кошевой и Юрий Великий, а также программы «Большая разница» и «Лига смеха» неоднократно делали пародии на Гордона.

## Конфликт с Соловьёвым
В сентябре 2019 года российский телеведущий Владимир Соловьёв в эфире своей программы на телеканале «Россия 1» раскритиковал заявление Гордона о существовании «плана „Новороссия“»: по информации украинского журналиста, в 2014 году Россия планировала захватить часть южных и восточных областей Украины, но план провалился. Соловьёв сказал, что это — клевета, поэтому украинского журналиста нужно судить за сказанное, что он его презирает и что Гордон «позорит хорошую еврейскую фамилию».
Гордон в ответ назвал Соловьёва «матёрым пропагандистом» и расценил сказанное в свой адрес как «орден». Журналист посоветовал Соловьёву посмотреть на свои руки, так как на них «кровь украинцев и россиян, которые под воздействием его лживой, мерзопакостной пропаганды пошли воевать друг против друга», и предположил, что российский телеведущий любит «не так Россию, как купюры с изображениями американских президентов».
После этого Соловьёв неоднократно оскорблял украинского журналиста, называл его «бездарностью», «мерзавцем», «негодяем», «мразью нацистской», «дегенератом» и «кретином», упрекал за использование русского языка.
После упоминаний в эфире Гордон записывал видеоответы Соловьёву. Украинский журналист говорил, что в его понимании Соловьёв — «человек абсолютно без принципов», для которого главное — деньги, что после «сраных программ» телеведущего на Донбассе гибнут украинские военнослужащие, называл его «лидером российского информационного спецназа», «скотиной», «негодяем» и «преступником», а также высказывал мнение, что Соловьёв нуждается «в неотложной медицинской помощи».
Гордон отмечал, что ему «даже приятно», что Соловьёв постоянно упоминает его в эфирах. «Потому если такое говно говорит плохо обо мне, значит, я не совсем пропащий человек», — сказал Гордон в мае 2020 года.
В июле 2020 года украинский журналист посвятил Соловьёву песню «Итальянский партизан», созданную по мотивам композиции «Комарово» Игоря Николаева. В ней он назвал Соловьёва «вечерним мудозвоном», упомянул, что у него «взгляд решительный и дерзкий», но «слово жалит, как кинжал», поэтому «ловко спорится работа соловьиного помёта». Кроме того, Гордон подшутил над тем, что у российского ведущего есть вилла в Италии. «Русью пахнут воды Комо, только там Володя дома. Потому что этот Вова — итальянский партизан», — спел Гордон. Он также отметил, что «хоть в России всё х*ёво, Украину мочит Вова, и, торгуя „русским миром“, он продаст родную мать». В начале 2021 года YouTube заблокировал видео «Итальянский партизан», которое к тому моменту посмотрели более 1 млн раз. Гордон рассказал, что получил претензию от Николаева за нарушение авторских прав, и предположил, что Николаев прислал жалобу по просьбе Соловьёва.

## Обвинение в мошенничестве
В 2011 году вышла статья, обвиняющая Гордона в мошенничестве, через несколько лет Ольга Шарий опубликовала на своём YouTube-канале информацию, что Гордон занимался мошенничеством: в середине 1990-х — начале 2000-х годов успешно взрастил плеяду гадалок и экстрасенсов, которые гастролировали территорией Украины с сеансами экстрасенсорики и магии и чья деятельность активно рекламировалась на страницах издания «Бульвар Гордона» (большая часть экстрасенсов являлись друзьями или родственниками второй жены Гордона Елены Сербиной). Также на страницах своего издания Гордон активно рекламировал универсальное целительное магическое приспособление «золотая пирамида «Ю-Шинсе», которая, по утверждению журналиста, имела все разрешения и его близкого друга «исцелила от тяжелейшего заболевания».
Расследование Шарий получило широкий резонанс в украинских СМИ. Также об этом же говорил предприниматель и политик Геннадий Балашов.
Гордон заявил, что участие в рекламной кампании пирамиды — это единственный компромат, который его критикам удалось найти на него, и подчеркнул, что про пирамиды стали упоминать в СМИ только после того, как он начал «активно выступать на политические темы».

## Уголовное преследование в России
Незадолго до нападения России на Украину и после нападения Гордон записывал видеоблоги и выступал в СМИ с призывом к российским солдатам не воевать против украинцев, призывал россиян протестовать против власти, развязавшей войну, осуждал и оскорблял российских артистов, которые замалчивают российскую агрессию.
1 марта 2022 года на свой YouTube-канал Гордон выложил видео, в котором, в частности, обратился к российским военнослужащим, назвав их «фашистами ёбаными» и «пидорасами», и пожелал им «гореть в аду». Эти заявления были сделаны им на фоне появления в сети ролика, в котором, по утверждению журналиста, показан обстрел Харькова из российских «Градов». В дальнейшем Гордон также называл российских солдат «чмом» и «конченными мразями», Россию — «фашистским государством», а Владимира Путина — «куском говна», «Гитлером современности» и «сошедшим с ума фашистом»; призывал к убийству президента России. Также журналист выразил мнение, что «у большинства граждан России в голове не вата, а говно». 16 марта Гордон дал свой комментарий телевизионному проекту «FREEДОМ», в котором заявил, что «с Россией нужно разговаривать всем языком силы» и что на месте президента США Джо Байдена он бы предупредил Путина о том, что в случае шантажа США со стороны России он отдаст приказ сбросить на неё ядерную бомбу; также журналист назвал Путина «подонком» и «лидером фашистской страны» и призвал объявить на него «международную охоту».
После этого, 21 марта 2022 года, Следственный комитет России возбудил уголовное дело против Гордона за призывы нападать на российских военнослужащих и развязать против России войну с применением ядерного оружия по трем статьям: ч. 2 ст. 354, п. «б» ч. 2 ст. 282, п. «а» ч. 2 ст. 207.3 Уголовного кодекса РФ. Журналист назвал возбуждение уголовного дела против него «замечательным событием» и отметил, что это означает, что он честно выполняет свой гражданский и человеческий долг. В своём заявлении он также подчеркнул, что это Российская Федерация, а не Украина, совершает военные преступления, убивает граждан Украины и разрушает украинские города. «Владимир Путин, вам не запугать ни Украину, ни меня. Владимир Путин, преступник — не я, нацистский преступник — вы», — обратился Гордон к президенту РФ.
Через две недели, 6 апреля, стало известно, что журналиста внесли в перечень организаций и физических лиц, которых в России считают причастными к экстремистской деятельности или терроризму, а 28 апреля глава Следкома РФ Александр Бастрыкин поручил проверить содержание книг Гордона. Сам журналист отметил, что вообще был удивлен, узнав, что его книги продаются в России.
19 июля 2022 года стало известно об объявлении МВД России Дмитрия Гордона в федеральный розыск. 22 июля Басманный суд Москвы вынес постановление о заочном аресте по уголовному делу о публичных призывах к развязыванию войны, разжигании межнациональной ненависти и фейках о российской армии.
Гордон в ответ сказал, что после нападения России на Украину и оккупации Крыма он многие годы борется в информационном поле против РФ, поэтому решение МВД России его не удивило, и добавил: «Я чихать на них хотел, пусть поцелуют меня в задницу… Они меня в розыск объявили. С таким же успехом объявляю в розыск МВД России».
Гордон заявил, что он единственный человек в Украине, против которого Россия применила такой спектр мер, и объяснил это своей популярностью в Украине и за её пределами. По словам журналиста, совокупная аудитория его ресурсов в интернете составляет около 10 млн человек. «Мое слово или слово тех, кого я приглашаю на интервью, имеет огромный резонанс. Поэтому я — враг номер один для Путина и Кремля», — сказал Гордон.
28 января 2024 года стало известно, что против Гордона в России возбудили новое уголовное дело —  о публичных призывах к терроризму, его повторно объявили в розыск .
1 июля 2024 года 2-й Западный окружной военный суд в Москве по совокупности всех обвинений заочно приговорил Гордона к 14 годам заключения. Судья Роман Кифоренко постановил, что первых три года журналист должен находиться в тюрьме, оставшейся срок — в колонии общего режима. Кроме того, ему на три года запретили администрировать интернет-ресурсы. Суд указал, что срок наказания будет исчисляться с момента задержания Гордона на территории РФ либо его экстрадиции в Россию.
На суде стало известно, что дело против Гордона завели из-за трех видео, которые они разместили на своих YouTube-каналах в 2022 году. По версии обвинения, в этих видео журналист, «испытывая ненависть к действующему президенту РФ и крайне негативно оценивающий СВО», среди прочего, «призывал убить Путина и Лукашенко» и «призывал США начать агрессивную войну против России с применением ядерного оружия».
Комментируя решение суда, Гордон сказал, что все его медиаресурсы работают на победу Украины в войне. «Я благодарю Россию за такую высокую оценку моих заслуг перед моей страной. Да, я сделал России больно и буду продолжать делать больно», — подчеркнул журналист.
«Репортеры без границ» осудили приговор российского суда Гордону. Судебный процесс против журналиста они назвали «пародией на правосудие» и отметили, что цель российских властей — запугать журналистов, публикующих независимую информацию о вторжении России в Украину.
В сентябре 2022 года Гордон подал иск против России в Европейский суд по правам человека. Он попросил суд признать неправомерным его уголовное преследование «за прямые, правдивые высказывания об агрессии России против Украины». «Признав нарушение Европейской конвенции по правам человека со стороны России, ЕСПЧ фактически подтвердит, что прямые, радикальные высказывания украинцев в адрес России являются оправданными и допустимыми с точки зрения международного права», — пояснил журналист. В феврале 2025 года Гордон выиграл дело против России в ЕСПЧ. Суд единогласно постановил, что в деле Гордона и остальных заявителей со стороны РФ было нарушение ст. 10 Европейской конвенции о правах человека, в которой говорится о свободе выражения мнения. В выводе суда сказано, что заявления Гордона о России нужно рассматривать в надлежащем контексте, поскольку они были сделаны, когда Россия атаковала украинские города и гибли мирные жители. К тому же, подчеркнули в суде, они были направлены конкретно на российских военных и политическое руководство, ответственное за начало военных действий, а не российское население в целом. В ЕСПЧ пришли к выводу, что целью преследования Гордона в России было не предотвращение подстрекательства к насилию, а подавление любой критики российских военных действий. Таким образом, решение создало прецедент относительно высказываний о российской агрессии, поскольку суд постановил, что даже если журналисты делают жесткие высказывания о России и ее президенте, эти заявления нужно рассматривать только в контексте, в котором они были сделаны.

## Подготовка покушения со стороны ФСБ
В сентябре 2024 года Служба безопасности Украины заявила о разоблачении агентурной сети элитного подразделения ФСБ РФ, которая работала в Киеве и, среди прочего, планировала убийство Гордона. По данным спецслужбы, работу сети координировал бывший народный депутат от запрещённой Партии регионов. СМИ назвали его имя — это Виталий Грушевский, который был парламентарием в 2012—2014 годах. Позже в СБУ подтвердили информацию, что подозреваемый — Грушевский. Политика и ещё трёх подозреваемых задержали. СБУ опубликовала переписку фигурантов дела, в которой один из них просил показать «внешний вид дома Гордона».
Журналист убежден, что команду его убить дал лично Путин, поскольку «такие дела никогда не делаются без указа первого лица». Он подчеркнул, что из-за своей журналистской деятельности является одним из главных врагов России, но действия российских спецслужб его не запугают и не остановят. «За мной правда, моя страна и моя уверенность в том, что русские всё равно не победят. Мы на своей земле и обречены на победу», — сказал журналист.
В июне 2025 года СБУ сообщила, что разоблачила вторую группу агентов ФСБ, которые готовили покушение на Гордона. По данным СБУ, организовал группу 36-летний гражданин РФ с Северного Кавказа. Для конспирации российские спецслужбы сфабриковали против него уголовные дела и объявили в розыск. Он приехал в Украину еще до полномасштабного вторжения РФ под видом политического изгнанника из России, а в Украине завязал отношения с дочерью бывшего высокопоставленного чиновника МВД Украины и на российские деньги организовал службу такси, рассказали в СБУ. Автомобили этой службы были оборудованы видеорегистраторами. Главный подозреваемый, по данным следователей, создал четыре агентурно-боевые группы, которые на этих автомобилях следили за Гордоном, чтобы выяснить его распорядок дня, места, где он часто бывает, и наличие охраны. По замыслу ФСБ, Гордона должны были застрелить из огнестрельного оружия. Причем, как рассказал глава СБУ Василий Малюк, если бы журналист был один, то его планировали убить коротким пистолетом, если с охранником — то автоматом, «а потом добить пистолетом».
После нападения, как установила СБУ, киллер должен был быстро скрыться с места происшествия на мотоцикле. Координатора и всех участников агентурно-боевых групп задержали. По данным СБУ, за убийство Гордона ФСБ им обещала $ 400 тыс.
Малюк объяснил, почему российские спецслужбы готовят покушения именно на Гордона. Он подчеркнул, что журналист «триггерит россиян». Глава СБУ напомнил, что у Гордона очень большая аудитория, в том числе в России и на оккупированных территориях Украины. «Он много работает, многие его смотрели и смотрят. Он выражает проукраинские взгляды искренне и откровенно, которые «натягивает» россиянам на головы. Наш Гордон их триггерит конкретно. Путинский режим считает его главным пропагандистом Украины», — сказал Малюк.
Малюк также сообщил, что президент РФ Владимир Путин в 2023 году подписал распоряжение, которым дал задачу организовывать террористические акты в Украине, в том числе против Гордона, чтобы «создавать в Украине «диверсионный шум».
Международная организация «Репортеры без границ» осудила подготовку покушений на Гордона и призвала провести тщательное расследование и установить организаторов.

## Творчество
Телевизионные интервью перепечатываются и издаются в виде книг (всего 57 книг).
В 2009 году Гордон снялся в эпизодической роли в фильме российского режиссёра Ильи Хржановского «Дау» о жизни советского физика Льва Ландау. Журналист сыграл комбрига Красной армии. В 2021 году снялся в украинской комедии «Соседка», в которой сыграл самого себя.

### Книги (сборники интервью)
- 1989 — «Александр Заваров»;
- 1989 — «Сборная СССР – вице-чемпион Европы»;
- 1990 — «На полпути к вершине»;
- 1992 — «Анатолий Кашпировский»;
- 1992 — «Серафима»;
- 1992 — «Молчание — золото»;
- 1994 — «Герои смутного времени» (в трёх томах);
- 1999 — «Моя душа страдает смертельно…» Беседы с Кашпировским;
- 2003 — «Герои смутного времени» (в восьми томах);
- 2004 — «Звёзды эстрады»;
- 2004 — «Звёзды спорта»;
- 2004 — «Звёзды политического небосклона»;
- 2004 — «Звёзды театра и кино»;
- 2004 — «Лица Украины»;
- 2004 — «В гостях у Дмитрия Гордона» (в двух томах);
- 2005 — «С глазу на глаз»;
- 2006 — «Как на духу»;
- 2006 — «Диалог длиною в жизнь»;
- 2006 — «По душам»;
- 2006 — «Начистоту»;
- 2006 — «Начистоту (дополненное издание)»;
- 2006 — «Поговорим»;
- 2007 — «Без купюр»;
- 2007 — «О том, о сём»;
- 2007 — «Тет-а-тет»;
- 2008 — «Березовский и Коржаков. Кремлёвские тайны»;
- 2009 — «Без ретуши и глянца»;
- 2009 — «От печали до радости»;
- 2009 — «Слово за слово»;
- 2009 — «Высота одиночества»;
- 2010 — «Сын за отца»;
- 2010 — «Под увеличительным стеклом»;
- 2010 — «Между прошлым и будущим»;
- 2010 — «Виктор Суворов. Исповедь»;
- 2011 — «Беспокойная память»;
- 2012 — «Момент истины»;
- 2012 — «Далёкое близкое»;
- 2012 — «Десять часов в Лондоне. Березовский. Буковский. Суворов»;
- 2013 — «Мужской разговор»;
- 2013 — «Без утайки»;
- 2013 — «Березовский и Коржаков. Кремлёвские тайны»;
- 2014 — «Души отдушина»;
- 2014 — «Правда о России и Путине»;
- 2014 — «Виктор Суворов: исповедь перебежчика»;
- 2014 — «Свет и тень»;
- 2015 — «Святое и грешное»;
- 2015 — «Не напоказ»;
- 2016 — «Между строк»;
- 2017 — «Память сердца»;
- 2017 — «Прикосновение»;
- 2017 — «Как перед Богом»;
- 2018 — «На перепутье»;
- 2018 — «Украинский излом»;
- 2018 — «Проникновение»;
- 2019 — «Зеленский и…»;
- 2020 — «По душам»;
- 2020 — «Свет в конце тоннеля».

### Пение
Записал около 100 песен, выпустил 7 альбомов и снял 8 клипов (с Валерием Леонтьевым, Александром Розенбаумом, Тамарой Гвердцители, Натальей Могилевской, Натальей Бучинской и сольных).

#### Дискография
- 2006 — «А ми удвох»;
- 2006 — «Вперше»;
- 2006 — «Я улыбаюсь тебе»;
- 2006 — «Маета»;
- 2006 — «Чужая жена»;
- 2012 — «Всё ещё впереди»;
- 2014 — «Река надежды».

### Видеоклипы
- 2002
  - «Зима» («Плюшевый мишка») — дуэт с Натальей Могилевской;
  - «Скрипка грає» — дуэт с Тамарой Гвердцители;
- 2003
  - «Клетчатый» — дуэт с Александром Розенбаумом;
  - «С Новым годом!»;
- 2004 — «А ми удвох» — дуэт с Валерием Леонтьевым;
- 2005
  - «Я улыбаюсь тебе»;
  - «За Блохина!»;
- 2006 — «Первая любовь» — дуэт с Натальей Бучинской.

## Семья
Сын Ростислав (род. 1992) от первой жены Натальи — выпускник Киевского института международных отношений.
Сын Дмитрий (род. 1995) от Златы — композитор, окончил Музыкальный колледж Беркли в Бостоне. Четырёхкратный чемпион Европы по объединённым единоборствам (ката с оружием) в юношеской категории.
Вторая жена — Елена Сербина. Дочь Елизавета (род. 1999), сын Лев (род. 2001).
Третья жена (с 2011 года) — Алеся Бацман (род. 3 октября 1984), журналистка, в прошлом редактор программы «Шустер live», с 2013 года — главный редактор общественно-политического издания «ГОРДОН». Гордон и Бацман познакомились в 2006 году, когда Бацман брала у него интервью. Со слов Гордона, предложение Алесе он сделал после совета Александра Розенбаума.
Дочери Санта (род. 2012), Алиса (род. 2016), Лиана (род. 2019).